# 市原市福増クリーンセンター
市原市福増クリーンセンター（いちはらしふくますくりーんせんたー）は、千葉県市原市福増にある清掃工場。

## 概要
老朽化した施設に代わって建設された清掃工場で、計画面積は千葉県内で2番目の規模である。施設面積は県内最大規模であり、処理能力においても県南部地域においては最大となっている。

## 沿革

### 概歴
市原市能満清掃工場の老朽化により、1984年（昭和59年）に開業した施設である。第一工場が同年の供用開始、ついで1986年（昭和61年）に第一粗大ゴミ処理施設、1994年に第二工場、1995年に第二粗大ゴミ処理施設が完成している。2022年現在、老朽化による建て替えが検討されている。

### 年表
- 1981年（昭和56年）11月2日 - 第一工場着工
- 1984年（昭和59年）6月21日 - 第一工場完成
- 1985年（昭和60年）7月11日 - 第一粗大ゴミ処理施設着工
- 1986年（昭和61年）3月20日 - 第一粗大ゴミ処理施設完成
- 1991年（平成3年）12月17日 - 第二工場着工
- 1993年（平成5年）3月25日 - 余熱を利用した温泉施設「市原市憩の家」完成。
- 1994年（平成6年）
  - 9月14日 - 第二粗大ゴミ処理場着工
  - 10月20日 - 第二工場完成
- 1995年（平成7年）
  - 3月15日 - 第二粗大ゴミ処理場完成
  - 7月14日 - 第一工場基幹改良工事着工
- 1997年（平成9年）3月25日 - 第一工場基幹改良工事完成
- 2000年（平成12年）8月7日 - 第二工場ダイオキシン類対策工事着工
- 2001年（平成13年）3月15日 - 第二工場ダイオキシン類対策工事完成
- 2006年（平成18年）9月14日 - 第一工場延命化工事着工
- 2010年（平成22年）3月31日 - 第一工場延命化工事完成
- 2014年（平成26年）9月18日 - 第二工場基幹改良工事着工
- 2017年（平成29年）3月17日 - 第二工場基幹改良工事完成

## 施設

### 敷地
敷地の詳細は以下の通りである。
- 所在地：〒290-0202　千葉県市原市福増124番地2
- 所有者：市原市
- 敷地面積：48,408m2
- 用途区域：指定なし
- 指定建蔽率：60%
- 指定容積率：100%
- 取得価格：不明

### 建物
敷地内の建物の詳細は以下の通りである。

#### 第一工場
- 建築面積：2,890m2
- 延床面積：5,289m2
- 炉形式：全連続燃焼式焼却炉（ストーカー式）
- 処理能力：100t/1日 × 3基 = 300t/日
- 発電能力：なし
- 建設工事
  - 着工：1981年（昭和56年）11月2日
  - 完成：1984年（昭和59年）6月21日
  - 事業費：5,364,000千円
- 基幹改良工事
  - 着工：1995年（平成7年）7月14日
  - 完成：1997年（平成9年）3月25日
  - 事業費：3,296,000千円
- 延命化対策工事
  - 着工：2006年（平成18年）9月14日
  - 完成：2010年（平成22年）3月31日
  - 事業費：3,780,000千円

#### 第二工場
- 建築面積：2,594m2
- 延床面積：7,074m2
- 炉形式：全連続燃焼式焼却炉（流動床式）
- 処理能力：110t/1日 × 2基 = 220t/日
- 発電能力：最大2,500kw
- 建設工事
  - 着工：1991年（平成3年）12月17日
  - 完成：1994年（平成6年）10月20日
  - 事業費：10,403,000千円
- ダイオキシン類対策工事
  - 着工：2000年（平成12年）8月7日
  - 完成：2001年（平成13年）3月15日
  - 事業費：164,850千円
- 基幹改良工事
  - 着工：2014年（平成26年）9月18日
  - 完成：2017年（平成29年）3月17日
  - 事業費：5,432,400千円

#### 第一粗大ゴミ処理施設
- 建築面積：1,049m2
- 延床面積：1,227m2
- 処理能力
  - 回転式破砕機：55t/5時間
  - 切断機：5t/5時間
- 建設工事
  - 着工：1985年（昭和60年）7月11日
  - 完成：1986年（昭和61年）3月20日
  - 事業費：606,720千円

#### 第二粗大ゴミ処理施設
- 建築面積：1,636m2
- 延床面積：2,902m2
- 処理能力
  - 回転式破砕機：60t/5時間
  - 切断機：5t/5時間（第二工場に設置）
  - 資源化設備：48t/5時間
  - 缶機械選別設備（鉄・アルミ）：18t/5時間
  - 瓶手選別設備（リターナブル瓶及び3色）：30t/5時間
- 建設工事
  - 着工：1994年（平成6年）9月14日
  - 完成：1995年（平成8年）3月15日
  - 事業費：3,099,270千円

## 利用案内
ゴミの受け入れについては以下の通りである。
| 種類     | 収集受付 | 搬入 | 時間                                                                            |
| -------- | -------- | ---- | ------------------------------------------------------------------------------- |
| 粗大ゴミ | ◯        | ×    | 月曜日から金曜日（祝日年末年始除く）午前8時30分から午後5時15分まで              |
| 家庭ゴミ | ×        | ◯    | 月曜日から土曜日（祝日年末年始除く）午前8時から午後4時                          |
| 事業ゴミ | ×        | ◯    | 月曜日から土曜日（祝日年末年始除く）午前8時から午前11時30分・午後1時から午後4時 |

## 市原市指定ごみ袋
市原市指定ごみ袋の詳細は以下の通りである。イトーヨーカドーやせんどうなどのスーパーマーケットのレジ袋は、市指定ごみ袋として対応している場合がほとんどである。
| 種類     | 本体色 | 文字色                     | 価格 | 販売価格 |
| -------- | ------ | -------------------------- | ---- | -------- |
| 可燃ごみ | 透明緑 | 赤（家庭用）、青（事業用） | 無料 | 店舗毎   |
| 不燃ごみ | 透明   | 黒（家庭用）、橙（事業用） | 無料 | 店舗毎   |
| それ以外 | なし   | なし                       | なし | なし     |

## 交通

### 鉄道
- 小湊鉄道小湊鉄道線
  - 海士有木駅下車
  - 上総三又駅下車

### バス
- なし

### 道路
- 市道1号（市役所通り）
- 国道297号